# GSC1864-336
GSC1864-336 — хімічно пекулярна зоря спектрального класу B8, що має видиму зоряну величину в смузі V приблизно 10,9.

## Пекулярний хімічний вміст
Зоряна атмосфера GSC1864-336 має підвищений вміст 
Si
.